# L'Alternative (Danemark)
Pour les articles homonymes, voir L'Alternative.
L'Alternative (en danois : Alternativet) est un parti politique danois écologiste fondé en novembre 2013.

## Histoire

### Fondation
L'Alternative a été fondée le 27 novembre 2013 par Uffe Elbæk, ancien membre de la Parti social-libéral danois et ancien ministre de la Culture du premier cabinet Helle Thorning-Schmidt (2011-2012). Elle soutient le gouvernement cabinet Helle Thorning-Schmidt II, et appartient donc au « bloc rouge ». Le parti a souligné le souhait d'une nouvelle culture politique, d'une atténuation sérieuse du changement climatique, et d'esprit d'entreprise. Il n'a pas alors de programme politique complet, mais souhaite le développer plutôt dans des « laboratoires politiques » en coopération avec le peuple danois.
Le nom du parti a été approuvé par la Commission électorale danoise sous l'égide du ministère de l'économie et de l'intérieur, avec effet au 18 décembre 2013. Au début de l'année 2015, le parti a récolté les 20 260 signatures nécessaires pour se présenter aux élections législatives de juin. La lettre Å lui est attribuée pour les élections.

### Élections législatives de 2015
Lors des élections législatives du 18 juin 2015, l'Alternative a obtenu 4,8 % des voix, ce qui lui a permis d'élire neuf députés et de devenir le sixième plus grand parti du Folketing. Le parti, qui soutenait la réélection de la leader sociale-démocrate Helle Thorning-Schmidt au poste de Premier ministre, fait partie de l'opposition au troisième gouvernement de Lars Løkke Rasmussen.

### Élections législatives et européennes de 2019
Lors des élections législatives de 2019, l'Alternative a décidé de soutenir son propre leader, Uffe Elbæk, au poste de Premier ministre plutôt que de soutenir le leader social-démocrate, comme elle l'avait fait en 2015, en raison de ce qu'elle a appelé une ambition insuffisante dans les plans de lutte contre le changement climatique. L'Alternative perd cinq sièges et reste dans l'opposition après que la leader social-démocrate Mette Frederiksen est devenue Premier ministre.
Quelques semaines plus tard, l'Alternative participe pour la première fois aux élections européennes. Elle obtient 3.4% des voix, un score insuffisant pour obtenir un élu.

### Crise à la tête du parti (2019-2020)
En décembre 2019, Elbæk annonce qu'il démissionne de son poste de leader politique de l'Alternative. Six candidats sont en lice pour lui succéder, dont Rasmus Nordqvist, Joséphine Fock et Theresa Scavenius. Seul Nordqvist est alors membre du Folketing, et les cinq députés du parti au Folketing, dont Elbæk, le soutiennent. Lors d'un congrès extraordinaire le 1er février 2020, Josephine Fock est élue comme nouveau leader politique. Nordqvist démissionne ensuite de son poste de porte-parole politique, et est remplacé par Torsten Gejl.
Trois semaines plus tard, le quotidien Information publie un article dans lequel des sources anonymes accusent Joséphine Fock d'avoir abusé verbalement et, dans certains cas, d'avoir secoué physiquement des membres et des employés du parti alors qu'elle était membre du Folketing de 2015 à 2018, période durant laquelle elle a été temporairement cheffe du groupe parlementaire. Fock a déclaré qu'elle ne reconnaissait pas les descriptions qu'on lui faisait et a catégoriquement nié les accusations d'avoir secoué les gens, mais a déclaré qu'elle n'était pas « la meilleure version d'elle-même » pendant cette période,. Après une réunion avec Fock, le conseil central du parti a déclaré qu'il avait pleinement confiance en elle, tout en invitant les sources anonymes à le contacter.
Cependant, Magnus Haslebo, ancien attaché de presse du Folketing, et Fanny Broholm, cheffe de groupe du parti au conseil municipal de Copenhague, ont publiquement soutenu les accusations de comportement agressif, Haslebo déclarant avoir également entendu des rumeurs sur les personnes secouées. Le 28 février, Niko Grünfeld, cofondateur et ancien maire de Copenhague, quitte le parti, déclarant que « l'âme du parti a été rongée de l'intérieur ». Après qu'Elbæk a déclaré qu'il dirait au conseil central ce qu'il savait, le conseil central a déclaré que son soutien à Fock n'était que provisoire, et que d'autres discussions devaient avoir lieu. Le 7 mars, une faible majorité du conseil central maintient son soutien à Fock, avec 10 votes pour et 7 contre. Après cette décision, la section locale du parti dans la circonscription d'Elbæk a exigé qu'il exprime publiquement son soutien total à Fock, sans quoi elle lui retirerait son soutien.
Le 9 mars, Uffe Elbæk quitte le parti, disant qu'il « ne reconnait plus » le parti qu'il avait fondé. Il a été suivi par trois autres membres du Folketing: Rasmus Nordqvist, Susanne Zimmer et Sikandar Siddique. Le cinquième et dernier membre du Folketing, Torsten Gejl, a décidé de rester après quelques jours de réflexion. Nordqvist a ensuite rejoint le Parti populaire socialiste. Les analystes politiques ont qualifié les départs de mort de l'Alternative. Dans ses réactions, Fock a déclaré qu'elle était attristée par les départs, mais que c'était un « nouveau départ » pour l'Alternative.

## Idéologie
Elle se concentre sur la « durabilité environnementale, économique, sociale et culturelle » par une transformation de la société. Ses membres prônent également une nouvelle culture politique et une rupture avec la « pensée néolibérale »,, ainsi que le passage à la semaine de 30 heures.

## Résultats électoraux

### Élections parlementaires
| Année | %   | Mandats | Rang | Gouvernement |
| ----- | --- | ------- | ---- | ------------ |
| 2015  | 4,8 | 9 / 179 | 6e   | Opposition   |
| 2019  | 3,0 | 5 / 179 | 8e   | Opposition   |
| 2022  | 3,3 | 6 / 179 | 11e  | Opposition   |

### Élections européennes
| Année | %    | Sièges | Position | Tête de liste     |
| ----- | ---- | ------ | -------- | ----------------- |
| 2019  | 3,37 | 0 / 14 | 9e       | Rasmus Nordqvist  |
| 2024  | 2,66 | 0 / 15 | 11e      | Jan Kristoffersen |